# Alger de Liège
Pour les articles homonymes, voir Alger (homonymie).
Alger de Liège ou Alger de Cluny, né à Liège vers 1060 et mort à l'abbaye de Cluny en 1132, était un prêtre bénédictin et canoniste liégeois.

## Biographie
Alger est d'abord écolâtre à la collégiale Saint-Barthélémy de Liège, avant d'être élevé au rang de chanoine par le prince-évêque de Liège Otbert à la cathédrale Saint-Lambert en 1100.
Il devient pendant plus de vingt ans secrétaire et proche conseiller d'Otbert qui a reçu la crosse épiscopale de l'empereur du Saint-Empire germanique Henry IV et dont la nomination n'est pas reconnue par le pape. Dans la querelle des investitures, Alger fait figure de modéré à l'instar des abbés Bérenger de Saint-Laurent et Étienne II de Saint-Jacques - qui composeront avec Otbert - avec lesquels il porte la réforme clunisienne en principauté épiscopale de Liège. En charge auprès d'Otbert, il écrit pourtant le Liber de misericordia et justicia dans lequel, s'il dénonce les simonies et réclame l'indépendance de l'Église, il en appelle à néanmoins la « miséricorde » contre le zèle de la justice des réformateurs.
La mort d'Henry IV éteint la querelle avec Rome et Otbert prête serment d’obéissance en 1106 au pape clunisien Pascal II. À la mort d'Otbert en 1119, Alger reste après de son successeur, Frédéric de Namur après la mort duquel il se retire au monastère de Cluny en 1121. Il s'y liera d'amitié avec Pierre le Vénérable durant les dix dernières années de sa vie et s'y éteint en 1132.

## Œuvre
L'essentiel de son œuvre - dont une Histoire de l'Église de Liège - est perdue mais ses travaux théologiques et canoniques auront une certaine réputation auprès d'érudits comme Gratien - qui s'inspirera de son Liber de misericordia et iustitia pour le Traité des Lois de la Concorde des canons discordants. Érasme imprimera à Bâle en 1530 sa réfutation contre la doctrine de l'Eucharistie de Béranger de Tours.
Parmi celles qui ont été conservées, les plus importantes sont :
- Tractatus de misericordia et justitia, un florilège d'extraits patristiques assortis d'un commentaire, dont un manuscrit est conservé à la Médiathèque de l'Agglomération Troyenne[4] et que l'on trouve édité notamment dans Martène et Durand, Thesaurus novus anecdotorum,, 1717, vol. V
- De Sacramentis Corporis et Sanguinis Domini, un traité en trois livres contre l'hérésie de Bérenger de Tours
- De Gratia et Libero Arbitrio, que l'on trouve dans Bernhard Pez,Thesaurus anecdotorum novissimus, 1721, vol. IV
- De Sacrificio Missae, repris dans Angelo Mai, Scriptorum Collectio veterum nova, e Vaticanis codicibus editi, vol. IX, p. 371